# Pozzo sacro

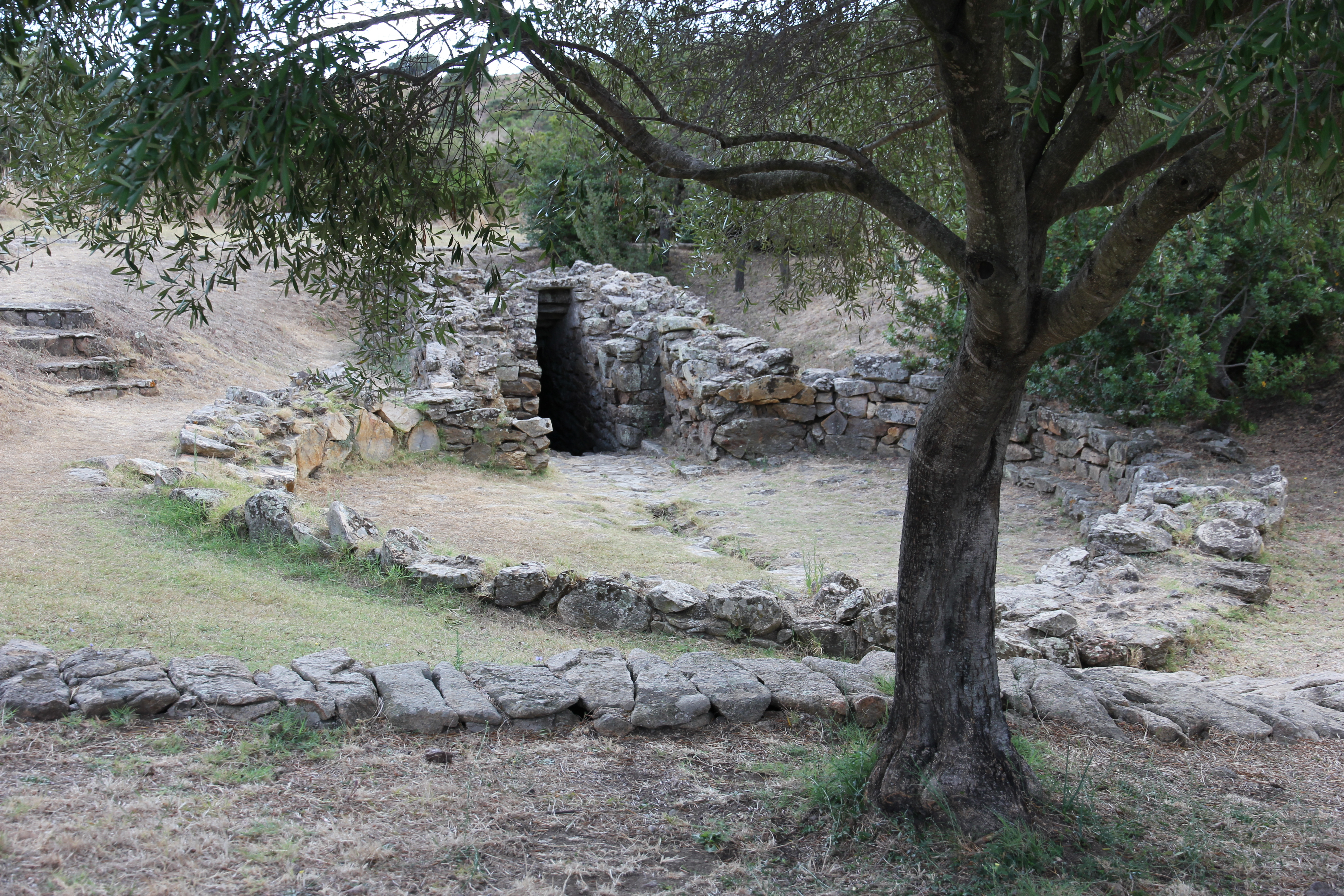
Il pozzo sacro di Sa Testa, nei pressi di Olbia

Il pozzo sacro è una struttura templare ipogeica destinata durante l'Età del bronzo e la prima Età del ferro al culto delle acque.

## Pozzi sacri nel mondo
Gli esempi più noti sono i pozzi sacri nuragici della Sardegna.
Scavi archeologici fatti in Bulgaria dall'archeologa Dimitrina Mitova Džonova, precisamente a Gârlo, frazione di Breznik, una località non lontana da Sofia, hanno portato alla luce un pozzo sacro del tutto simile a quello di Funtana Cuberta a Ballao'. Questa coincidenza non è dovuta ad edificazione da parte degli stessi costruttori, bensì è un cosiddetto fenomeno di convergenza: ciò è dovuto al fatto che i comportamenti e la logica umani sono simili ovunque e le misure antropometriche sono sempre più o meno le medesime. Pertanto le stuoie ed i cestini degli indiani americani Navajos sono molto simili a quelli sardi (anche se fatti con la yucca e non con l'asfodelo) ed i broch scozzesi sono abbastanza simili ai nuraghi (anche se di molto posteriori), pur essendo stati costruiti da una popolazione affatto differente e mai entrata in contatto con i costruttori di nuraghi.